# Raymond Tschumi
Raymond Tschumi (* 27. November 1924 in Saint-Imier; † 18. Dezember 2015 in Lausanne) war ein Schweizer Schriftsteller und Hochschullehrer.

## Leben und Wirken
Raymond Tschumi studierte nach einem Studium in Genf in England. Danach arbeitete er als Assistent an der Brown University (USA). Er promovierte und wurde der jüngste Privatdozent der Schweiz. Seine Karriere an der Universität St. Gallen endete 1990. Seitdem widmete er sich der Philosophie und der Poesie. Er nahm an zahlreichen englischsprachigen Kongressen und Treffen von Philosophen, Schriftstellern und Dichtern teil. Er hat mehr als 200 Studien und Essays verfasst. Zu seinen Hauptwerken gehören L’Arche (1950), Concerts d’Œuvres (1967), Grange du Vaillier (1982), Future Monument (1988) und Foulées fulgurantes (1994). Tschumi war Präsident des Anglo-Swiss Club St. Gallen und der Schweizerischen Akademie für Geisteswissenschaften. 
Er war verheiratet mit Julia, geborene Lozano, und hat drei Kinder, darunter den Schriftsteller Jean-Raymond Tschumi. 2002 erhielt er den Preis des Walliser Schriftstellerverbands für sein Gesamtwerk.